# Ievgueni Kalechine
Ievgueni Igorevitch Kalechine (en russe : Евгений Игоревич Калешин) est un footballeur russe né le 20 juin 1978 à Maïkop. Il est le fils d'Igor Kalechine, qui a notamment joué pour le Kouban Krasnodar entre 1979 et 1985, ainsi que le frère aîné de Vitali Kalechine qu'il côtoie au Lada Togliatti lors de la saison 2002.
Actif pendant près de dix-huit entre 1995 et 2013, il connaît une carrière très instable qui le voit jouer pour pas moins de quatorze clubs différents au cours de ces années-là. Son passage le plus long se déroule au Tom Tomsk pour lequel il évolue pendant quatre ans de 2003 à 2007.
Reconverti par la suite comme entraîneur, il entraîne notamment le Kouban Krasnodar entre juin 2017 et la disparition du club en mai 2018. Il dirige par la suite le Baltika Kaliningrad de janvier 2019 à septembre 2021 puis l'Akron Togliatti de septembre 2022 à novembre 2023.

## Biographie

### Carrière en club
Natif de Maïkop, c'est dans la ville de Krasnodar que Kalechine effectue sa formation, notamment au sein du club du Kouban où son père Igor travaille comme entraîneur-adjoint. Il évolue alors au poste de milieu de terrain et fait ses débuts en équipe première dans cette même ville avec le Torpedo-GAZ, en cinquième division, en 1995. Il part l'année suivante à l'Izoumroud Timachiovsk au quatrième niveau professionnel où il dispute une trentaine de matchs pour cinq buts inscrits. Cette performance lui vaut d'être recruté par le Droujba Maïkop, club du deuxième échelon, pour la saison 1997. Après seulement quatre matchs joués, il s'en va cependant au Spartak Anapa à l'échelon inférieur où il termine la saison.
De retour à Maïkop en 1998, il s'impose cette fois comme titulaire et joue la quasi-totalité des matchs de son équipe, inscrivant sept buts en championnat, ce qui ne suffit cependant pas à éviter la relégation des siens à l'issue de la saison. Cela n'empêche cependant pas Kalechine d'être recruté en début d'année 1999 par le Chinnik Iaroslavl avec qui il découvre la première division russe la même année. Il dispute ainsi son premier match dès la première journée de la saison face au Tchernomorets Novorossiisk. Il n'est cependant que très peu utilisé par la suite, ne disputant que neuf matchs en championnat tandis que le Chinnik est relégué de l'élite. Il effectue par la suite de brefs passages en deuxième division au Spartak Naltchik en 2000 puis au Volgar Astrakhan l'année suivante.
Kalechine est recruté en 2002 par le Lada Togliatti, où il retrouve notamment son frère cadet Vitali. Cela ne dure cependant qu'une année, ce dernier partant au Kouban Krasnodar l'année suivante tandis que Ievgueni reste une demi-saison supplémentaire au Lada. Il est ensuite recruté par le Tom Tomsk à l'été 2003 et y devient rapidement un titulaire récurrent. Il aide ainsi l'équipe à atteindre la troisième place en fin d'année avant de finir deuxième à l'issue de la saison 2004, ce qui lui permet d'accéder à la première division pour la saison 2005. Il reste par la suite un titulaire indiscutable dans le milieu puis la défense du Tom lors des deux saisons qui suivent. Son temps de jeu diminue nettement à partir de la saison 2007 et il rejoint alors le Krylia Sovetov Samara pour la fin de saison, aidant le club à se maintenir.
Il quitte par la suite définitivement la première division en ralliant l'Alania Vladikavkaz en 2008. Après une année, il retrouve la ville de Krasnodar en signant au FK Krasnodar où il évolue entre 2009 et 2010, contribuant activement à la cinquième place de l'équipe à l'issue de cette dernière année en inscrivant onze buts en championnat, avec notamment un doublé face au Luch Vladivostok en juin 2010. Malgré la promotion administrative du club par la suite, il ne poursuit pas l'aventure et rejoint le Tchernomorets Novorossiisk pour la saison 2011-2012 où il est un titulaire régulier, mais ne peut empêcher la relégation des siens en fin d'exercice. Il effectue ensuite une dernière saison au Saliout Belgorod en 2012-2013 avant de mettre un terme à sa carrière en fin de saison, à l'âge de 35 ans.

### Carrière d'entraîneur
Peu après la fin de sa carrière, Kalechine est intégré au sein de l'encadrement du FK Krasnodar où il entraîne les équipes de jeunes, dirigeant notamment la troisième équipe entre 2014 et 2015. Il est par la suite recruté par le Kouban Krasnodar en septembre 2015 pour y devenir l'adjoint de Sergueï Tachouïev. Après le renvoi de celui-ci en juin 2016, il est nommé à la tête de la deuxième équipe du club en troisième division. Le renvoi de Dan Petrescu en octobre 2016 voit Kalechine être nommé entraîneur principal par intérim. Il conserve par la suite ce poste, bien qu'étant officiellement réassigné comme adjoint de Nikolaï Ioujanine au mois suivant en raison de son manque de diplômes. Il obtient dans ce cadre une licence UEFA de catégorie A au mois de décembre 2016 et retrouve officiellement le poste d'entraîneur principal à la mi-juin 2017. Il dirige ensuite l'équipe durant la saison 2017-2018 qui la voit finir à la neuvième place avant d'être finalement dissout en raison de ses problèmes financiers.
Dans la foulée de cette disparition, un nouveau club, l'Ourojaï, est fondé au sein de la troisième division, dont il devient l'entraîneur en juillet 2018. Il quitte cependant son poste dès le mois de décembre suivant, invoquant le besoin d'une pause prolongée. Celle-ci s'avère cependant de très courte durée, Kalechine étant nommé entraîneur du Baltika Kaliningrad dès le mois suivant. Le club se classe alors seizième et relégable de deuxième division. Malgré un bilan de quatre victoires et cinq matchs nuls en quatorze rencontres, il ne parvient finalement pas à tirer l'équipe de la zone de relegation au terme de la saison, bien que celle-ci soit finalement repêchée administrativement quelques jours après la fin de la saison. Continuant à diriger le club par la suite, il en fait un concurrent constant à la montée lors des deux saisons qui suivent, mais échoue à chaque fois à accrocher les places de promotion. Finalement, après un mauvais début lors de la saison 2021-2022, Kalechine quitte ses fonctions à la fin du mois de septembre 2021.
Le 5 septembre 2022, il est nommé à la tête de l'Akron Togliatti, avant-dernier de deuxième division après huit journées.

## Statistiques

### Statistiques de joueur
| Saison                | Club                       | Championnat           | Championnat | Championnat | Coupe(s) nationale(s) | Coupe(s) nationale(s) | Total | Total |
| Saison                | Club                       | Division              | M.          | B.          | M.                    | B.                    | M.    | B.    |
| 1995                  | Torpedo-GAZ Krasnodar      | D5                    | 16          | 2           | -                     | -                     | 16    | 2     |
| 1996                  | Izoumroud Timachiovsk      | D4                    | 30          | 5           | -                     | -                     | 30    | 5     |
| 1997                  | Droujba Maïkop             | D2                    | 3           | 0           | 1                     | 0                     | 4     | 0     |
| 1997                  | Spartak Anapa              | D3                    | 27          | 8           | -                     | -                     | 27    | 8     |
| 1998                  | Droujba Maïkop             | D2                    | 38          | 7           | 3                     | 1                     | 41    | 8     |
| 1999                  | Chinnik Iaroslavl          | D1                    | 9           | 0           | 1                     | 0                     | 10    | 0     |
| 2000                  | Spartak Naltchik           | D2                    | 32          | 2           | -                     | -                     | 32    | 2     |
| 2001                  | Volgar Astrakhan           | D2                    | 18          | 0           | 1                     | 0                     | 19    | 0     |
| 2002                  | Lada Togliatti             | D2                    | 33          | 1           | 2                     | 0                     | 35    | 1     |
| 2003                  | Lada Togliatti             | D2                    | 26          | 1           | 2                     | 0                     | 28    | 1     |
| Sous-total            | Sous-total                 | Sous-total            | 232         | 26          | 10                    | 1                     | 242   | 27    |
| 2003                  | Tom Tomsk                  | D2                    | 14          | 0           | 3                     | 0                     | 17    | 0     |
| 2004                  | Tom Tomsk                  | D2                    | 42          | 4           | 5                     | 0                     | 47    | 4     |
| 2005                  | Tom Tomsk                  | D1                    | 24          | 2           | 1                     | 0                     | 25    | 2     |
| 2006                  | Tom Tomsk                  | D1                    | 25          | 0           | 2                     | 0                     | 27    | 0     |
| 2007                  | Tom Tomsk                  | D1                    | 5           | 0           | 2                     | 0                     | 7     | 0     |
| Sous-total            | Sous-total                 | Sous-total            | 110         | 6           | 13                    | 0                     | 123   | 6     |
| 2007                  | Krylia Sovetov Samara      | D1                    | 10          | 0           | -                     | -                     | 10    | 0     |
| 2008                  | Alania Vladikavkaz         | D2                    | 34          | 0           | 1                     | 0                     | 35    | 0     |
| 2009                  | FK Krasnodar               | D2                    | 35          | 1           | 2                     | 1                     | 37    | 2     |
| 2010                  | FK Krasnodar               | D2                    | 33          | 11          | 1                     | 0                     | 34    | 11    |
| 2011-2012             | Tchernomorets Novorossiisk | D2                    | 43          | 5           | 1                     | 0                     | 44    | 5     |
| 2012-2013             | Saliout Belgorod           | D2                    | 28          | 4           | 1                     | 0                     | 29    | 4     |
| Sous-total            | Sous-total                 | Sous-total            | 183         | 21          | 6                     | 1                     | 189   | 22    |
| Total sur la carrière | Total sur la carrière      | Total sur la carrière | 525         | 53          | 29                    | 2                     | 554   | 55    |

### Statistiques d'entraîneur
| Kouban Krasnodar (intérim) | 10 octobre 2016  | 1er novembre 2016 | 3   | 2  | 1  | 0  | 66,7 |
| Kouban Krasnodar           | 14 juin 2017     | mai 2018          | 40  | 13 | 13 | 14 | 32,5 |
| Ourojaï Krasnodar          | 20 juillet 2018  | 4 décembre 2018   | 16  | 11 | 4  | 1  | 68,8 |
| Baltika Kaliningrad        | 11 janvier 2019  | 29 septembre 2021 | 102 | 44 | 27 | 31 | 43,1 |
| Akron Togliatti            | 5 septembre 2022 | 27 novembre 2023  | 57  | 28 | 19 | 10 | 49,1 |
| Alania Vladikavkaz         | 12 décembre 2023 | en cours          | 0   | 0  | 0  | 0  | 0,0  |
| Total                      | Total            | Total             | 218 | 98 | 64 | 55 | 45,0 |